# Hüsnü Öndül
Hüsnü Öndül (* 2. Februar 1953) ist ein türkischer Rechtsanwalt und Menschenrechtsaktivist. Er lebt mit seiner Frau und zwei Kindern in Ankara.
Öndül ist Mitbegründer und war Vorsitzender des 1986 gegründeten türkischen Menschenrechtsvereins İnsan Hakları Derneği (IHD), der lange staatlichen Repressalien und Gewalt von Nationalisten ausgesetzt war. Nach acht eingestellten Strafverfahren wurde Öndül 1998 zu einem Jahr Haft verurteilt, weil er 1992 gemeinsam mit anderen Intellektuellen einen Appell zur Lage der Kurden in der Türkei an die UN-Menschenrechtskommission gerichtet hatte. 1999 wurde er bei einem Überfall von nationalistischen Grauen Wölfen auf das Büro des IHD zusammengeschlagen.
1995 wurde Öndül der Menschenrechtspreis des Deutschen Richterbundes verliehen.
Die Abgeordnete des Europäischen Parlaments, Feleknas Uca (Die Linke), führte im Jahr 2000 mit Hüsnü Öndül und Akın Birdal in Brüssel Gespräche zur Lage in der Türkei, der Meinungs- und Pressefreiheit, über die Abschaffung der Todesstrafe, über die Menschenrechte und die Anerkennung der kulturellen Rechte der Kurden und solidarierte sich mit deren Zielen.
2002 berichtete Öndül vor dem Menschenrechtsausschuss des Bundestages über Verfassungsrecht und -praxis und Rechtsverletzungen in der Türkei.